# Рудник Каратюбе
Рудник Каратюбе – колишній гірничодобувний майданчик в центральній частині Узбекистану.
Вольфрамове родовище Каратюбе виявили в однойменному гірському масиві, що відноситься до західного завершення Зеравшанського хребта. Його розробка почалась в 1941-му та тривала по 1954 рік.
Щодо організаційних аспектів діяльності відомо про існування Кара-Тюбинського вольфрамового рудники Узбекського приіскового управління по видобутку золота и рідких металів "Узбекзолотсредмет" Народного Коміссаріату кольорової металургії СССР. З іншої сторони, є відомості про відпрацювання родовища старательским способом.
Станом на кінець 2010-х уряд Узбекистану висловлював зацікавленість у проведенні аналізу можливої подальшої розробки ряду вольфрамових родовищ, і серед них Каратюбе.